# Beatrice Edgell
Pour les articles homonymes, voir Edgell.
Beatrice Edgell (26 octobre 1871 - 10 août 1948) est une psychologue, chercheuse et universitaire britannique. Elle enseigne au Bedford College de l'université de Londres de 1897 à 1933. Elle a été la première femme britannique à obtenir un doctorat en psychologie et à être nommée professeure de psychologie. Elle a également été la première femme présidente de la British Psychological Society, de l'Aristotelian Society, de la Mind Association et de la division psychologique de la British Association for the Advancement of Science.

## Biographie
Beatrice Edgell naît à Tewkesbury, Gloucestershire, en 1871, benjamine des six enfants d'Edward Higginson Edgell et de son épouse, Sarah Ann née Buckle. Edward Edgell était directeur de banque à Tewkesbury. Sa mère meurt alors qu'elle n'avait que 11 ans.
Elle fait ses études secondaires au lycée pour filles de Tewkesbury entre 10 et 14 ans puis, de 1886 à 1891, à la Notting Hill High School for Girls. Elle s'inscrit en 1891 à l'University College Wales à Aberystwyth, où elle étudie principalement la philosophie. Elle obtient son diplôme de sciences mentales et morales à l'université de Londres en 1894.
Edgell enseigne au lycée de Sunderland et de Blackburn de 1894 à 1897, et obtient un diplôme d'enseignement de l'université de Londres en 1896. En 1897, elle reprend ses études à Aberystwyth, où son collège fait désormais partie de l'université du pays de Galles. Elle obtient un diplôme de philosophie en 1898, suivi en 1899 d'une maîtrise.
Edgell passe le semestre d'hiver 1900-1901 et le semestre d'été 1901 à l'université de Wurtzbourg, grâce à une bourse de recherche de l'université du pays de Galles. Elle soutient une thèse de doctorat intitulée Die Grenzen des Experiments als einer psychologischen Methode, [Discussion théorique sur les limites de l'expérience en tant que méthode en psychologie], dirigée par Oswald Külpe le 30 juillet 1901, devenant ainsi la première femme à obtenir un doctorat de l'université de Wurtzbourg et la première femme britannique à obtenir un doctorat en psychologie.

## Carrière
En 1897, Beatrice Edgell est nommée maître de conférences en philosophie et chef du département des sciences mentales et morales, devenu en 1906 le département de philosophie et de psychologie, au Bedford College. Lorsqu'elle revint en 1901 après son année de congé à l'université de Wurtzbourg, elle crée l'un des premiers laboratoires de psychologie britannique. Elle est nommée professeure de psychologie en 1927 à l'université de Londres. Elle devient ainsi la première femme professeure de psychologie britannique,.
Les premiers projets de recherche d'Edgell comprenaient une collaboration avec le physiologiste William Legge Symes pour calibrer le chronoscope Wheatstone-Hipp, un équipement utilisé en psychologie expérimentale pour mesurer le temps de réaction. Elle a ensuite entrepris une étude empirique à grande échelle sur la mémoire auprès de 1 200 enfants âgés de 8 à 12 ans. Parmi ses publications figurent un article sur la mémoire dans l'édition 1929 de l'Encyclopædia Britannica et son livre de 1924 Theories of Memory,. Elle est l'autrice de deux manuels, Mental Life manuel de psychologie destiné aux étudiants en études sociales, et Ethical Problems, destiné aux étudiants en sciences infirmières.
Edgell est l'une des premiers membres de la British Psychological Society et présenta un article sur le jugement du temps lors de la cinquième réunion de l'association en 1903. Elle est présidente de la Société de 1930 à 1932. En 1932, elle est la première femme présidente de la section psychologique de la British Association for the Advancement of Science.
Edgell est membre de la Société aristotélicienne à partir de 1910. Elle est présidente de la société en 1930-1931. Sa première adresse présidentielle la même année présente une analyse du concept d'« image » d'un point de vue à la fois philosophique et psychologique,. Elle est également la première femme présidente de la Mind Association en 1927. En 1924, l'université du pays de Galles lui décerne un doctorat honoris causa (Doctor of Letters).
Edgell prend sa retraite du Bedford College en 1933. Elle travaille dans une clinique de guidance pédiatrique et donne des cours de psychologie pour infirmiers. Elle publie une histoire de la British Psychological Society en 1947. Elle meurt des suites d'un cancer le 10 août 1948 dans une maison de santé de Cheltenham, le service funéraire se déroule le 13 août à l'abbaye de Tewkesbury avant son incinération.

## Postérité
Le prix annuel de la Faculté des sciences humaines de l'Université de Würzburg récompensant la meilleure thèse d'une doctorante est nommé Prix Beatrice Edgell en l'honneur de la première femme à recevoir un doctorat de l'université.